# Bisdom Cruz Alta
Het bisdom Cruz Alta (Latijn: Dioecesis Crucis Altae) is een rooms-katholiek bisdom met als zetel Cruz Alta, in Brazilië. Het bisdom is suffragaan aan het aartsbisdom Santa Maria.

## Geschiedenis
Het bisdom werd opgericht op 22 mei 1971, uit delen van het bisdom Santa Maria, en was suffragaan aan het aartsbisdom Porto Alegre. Op 13 april 2011 veranderde het van kerkprovincie en werd suffragaan aan het nieuw verheven aartsbisdom Santa Maria. 

## Parochies
Het bisdom had in 2021 een oppervlakte van 16.790 km2 en telde 376.000 inwoners waarvan 67,8% rooms-katholiek was.

## Bisschoppen
- Walmor Battú Wichrowski (27 mei 1971 - 16 november 1972)
- Nei Paulo Moretto (16 november 1972 - 21 januari 1976)
- Jacó (Jacob) Roberto Hilgert (19 juli 1976 - 8 mei 2002)
  - Pedro Ercílio Simon (coadjutor: 24 oktober 1990 - 5 juli 1995)
- Frederico Heimler (8 mei 2002 - 11 juni 2014)
  - Hélio Adelar Rubert (apostolisch administrator: 11 juni 2014 - 15 maart 2015)
- Adelar Baruffi (17 december 2014 - 22 september 2021)
- Nélio Domingos Zortea (29 maart 2023 - heden)

Santa Maria (aartsbisdom) · Cachoeira do Sul · Cruz Alta · Santa Cruz do Sul · Santo Ângelo · Uruguaiana